# Wakahara Tomoya
Tomoya Wakahara (sinh ngày 28 tháng 12 năm 1999) là một cầu thủ bóng đá người Nhật Bản.

## Sự nghiệp câu lạc bộ
Tomoya Wakahara đã từng chơi cho Kyoto Sanga FC.